# Siniloan
Siniloan is een gemeente in de Filipijnse provincie Laguna op het eiland Luzon. Bij de laatste census in 2010 telde de gemeente ruim 35 duizend inwoners.

## Geografie

### Bestuurlijke indeling
Siniloan is onderverdeeld in de volgende 20 barangays:
| - Acevida - Bagong Pag-Asa - Bagumbarangay - Buhay - G. Redor - Gen. Luna - Halayhayin - J. Rizal - Kapatalan - Laguio | - Liyang - Llavac - Macatad - Magsaysay - Mayatba - Mendiola - P. Burgos - Pandeno - Salubungan - Wawa |

## Demografie
Siniloan had bij de census van 2010 een inwoneraantal van 35.363 mensen. Dit waren 486 mensen (1,4%) meer dan bij de vorige census van 2007. Ten opzichte van de census van 2000 was het aantal inwoners gegroeid met 5.461 mensen (18,3%). De gemiddelde jaarlijkse groei in die periode kwam daarmee uit op 1,69%, hetgeen lager was dan het landelijk jaarlijks gemiddelde over deze periode (1,90%).

De bevolkingsdichtheid van Siniloan was ten tijde van de laatste census, met 35.363 inwoners op 64,51 km², 548,2 mensen per km².